# Remington Model 11-48

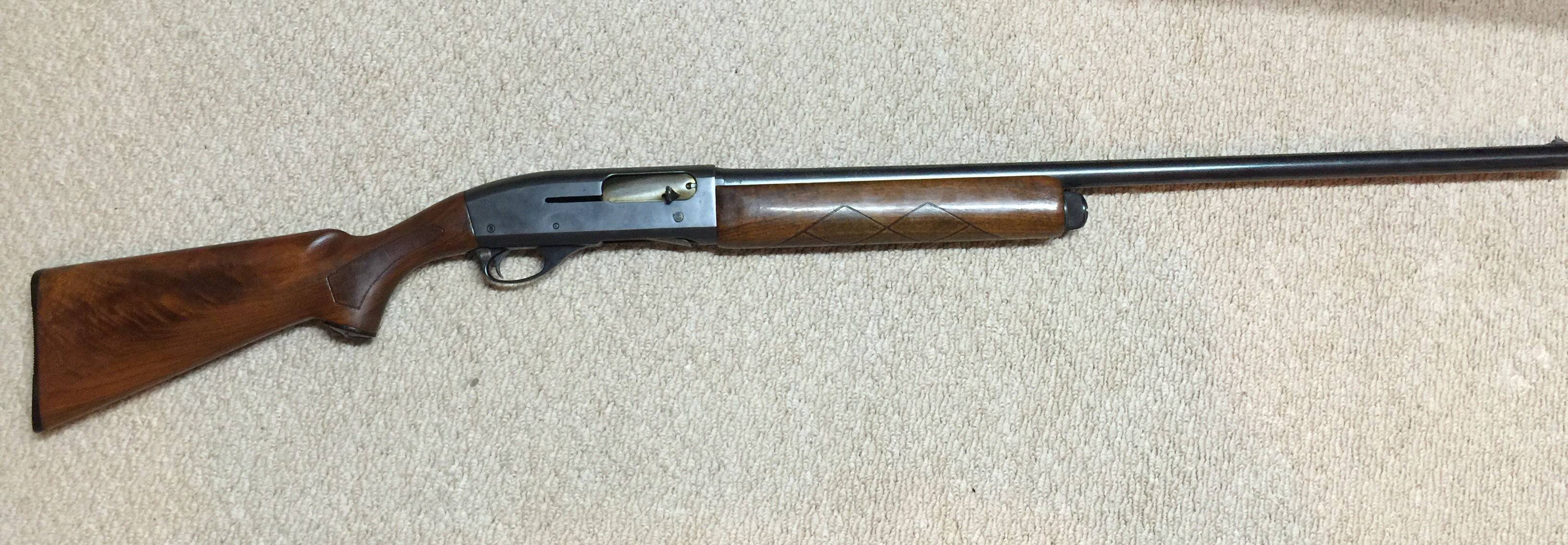
Remington 11-48 de 1953 à calibre 28.

Le Remington Model 11-48 est un fusil de chasse produit par Remington Arms entre 1949 et 1968 à 455 000 exemplaires environ.

## Présentation
Successeur du Remington M11 dont il est une version amincie et allégée , ce fusil était construit en acier et en bois. Son mécanisme est de type  semi-automatique par long recul du canon. Sa boîte de culasse est arrondie sur sa partie arrière. Sa visée est fixe avec un guidon de catégorie grain d'orge.

## Données techniques
- Munitions : calibre 12/16/20/28/.410
- Canon : 66 , 71 et 76 cm
- Longueur du fusil : 117 à 127 cm
- Masse du fusil vide : 3 à 3,5 kg.
- Capacité totale (magasin+chambre garnie) : 5 coups.
- Finitions

## Le Model 11-48 R pour les militaires
Initialement prévu pour les Police Departments US, ce modèle muni d'un canon court (50,8 cm/20 pouces) fut livré en petit nombre aux forces armées américaines lors de la Guerre de Corée puis de la Viêtnam. Au Nam, il fut en service limitée au sein de l'USMC.

## Une variante à bas coût: le Sportman'48
La seule variante fabriquée fut le Sportman'48 muni d'un magasin à 3 coups. Il exista en 4 finitions et en version Skeet.

## Dans la culture populaire
Moins connu que les M11 et Model 1100, un Model 11-48 raccourci (canon et crosse sciés) et poignée avant rajoutée  armes les braqueurs joués par  	Timothy Carey et	Sterling Hayden dans L'Ultime Razzia en 1956. Il apparait de manière anachronique dans The Scoundrel's Wife aux mains d'un gangster en 2002.